# Argon (telenovela)
Argon (hangul: 아르곤; rr: Areugon) é uma telenovela sul-coreana de 2017, estrelada por Kim Joo-hyuk e Chun Woo-hee no papel de repórteres apaixonados. Chun Woo-hee desempenhou seu primeiro papel principal em uma série de televisão através de Argon. A série foi ao ar no canal a cabo tvN toda segunda-feira e terça-feira, às 22:50 (KST) a partir de 4 de setembro a 26 de setembro de 2017.
Esse foi um dos últimos projetos de Joo-hyuk antes de sua morte em outubro de 2017.

## Sinopse
O drama gira em torno de repórteres, fiéis a verdade, que se esforçam para entregar os fatos em um mundo cheio de notícias falsas.

## Elenco

### Principal
- Kim Joo-hyuk como Kim Baek-jin

Um âncora de notícias perfeccionista, repórter e chefe de um programa de notícias chamado Argon.
- Chun Woo-hee como Lee Yeon-hwa

Uma funcionária temporária que é transferida para a equipe do Argon nos últimos 3 meses do seu contrato, e luta para se tornar uma repórter oficial do programa.

### Elenco
- Park Won-sang como Shin Chul

O produtor de Argon e um repórter veterano.
- Lee Seung-joon como Yoo Myung-ho

O chefe da agência de relatórios.
- Shin Hyun-bin como Chae Soo-min

Uma advogada e amiga de longa data de Kim Baek-jin.
- Park Hee-von como Yook Hye-ri

Um roteirista veterano.
- Shim Ji-ho como Uhm Min-ho

um repórter de jornal inteligente do departamento financeiro.
- Park Min-ha como Lee Jin-hee

também conhecida como "a escritora bonita", que adora ser chamada desse apelido, e que confia mais em seus truques e charme do que em suas habilidades de escrita na hora de trabalhar.
- Ji Il-joo como Park Nam-gyu[12]
- Ji Yoon-ho como Oh Seung-yong[13]
- Kim Joo-hun como Ahn Jae-geun, um informante da Seomyoung Foods.[14]
- Lee Geung-young como Lee Geun-hwa

## Trilha sonora
O álbum da trilha sonora de Argon foi escrito pelo diretor musical Tearliner. Ele contém 2 álbuns single e um álbum com 10 partituras da série. Possui os vocais de Cho Won-sun e Owen.
| Argon OST BGM Album |                                     |                     |         |  |
| N.º                 | Título                              | Artista             | Duração |  |
| 1.                  | "Argon" (아르곤)                    | Tearliner           | 2:05    |  |
| 2.                  | "An autumn trip" (가을여행)         | Tearliner           | 2:50    |  |
| 3.                  | "Free Rider" ( 프리라이더)          | Tearliner           | 2:16    |  |
| 4.                  | "A lazy resolution" ( 게으른 다짐)  | Tearliner           | 2:10    |  |
| 5.                  | "Lanista" ( 라니스타)               | Tearliner           | 3:13    |  |
| 6.                  | "Arena" (아레나)                    | Tearliner           | 2:08    |  |
| 7.                  | "Trust"                             | Sentimental Scenery | 1:47    |  |
| 8.                  | "70's Life" (두근두근)              | Tearliner           | 1:02    |  |
| 9.                  | "Jump" (래완의 하루)                | Tearliner           | 2:48    |  |
| 10.                 | "A moment of empathy" (공감의 순간) | Tearliner           | 2:14    |  |

### Singles
| Argon OST Part 1 |                                                          |                               |         |  |
| N.º              | Título                                                   | Artista                       | Duração |  |
| 1.               | "Moon Stop" (달의 정류장)                                | Tearliner (Feat. Cho Won-sun) | 4:50    |  |
| 2.               | "Moon Stop (Instrumental)" ( 달의 정류장 (Instrumental)) | Tearliner                     | 4:50    |  |
| Duração total:   | Duração total:                                           | Duração total:                | 9:00    |  |

| Argon OST Part 2 |                                                              |                        |         |  |
| N.º              | Título                                                       | Artista                | Duração |  |
| 1.               | "Youth consolation" (청춘위로)                               | Tearliner (Feat. Owen) | 3:45    |  |
| 2.               | "Youth consolation (Instrumental)" (청춘위로 (Instrumental)) | Tearliner              | 3:45    |  |
| Duração total:   | Duração total:                                               | Duração total:         | 6:90    |  |

## Produção
Argon é dirigido por Lee Yoon-jung, a mesma diretora das séries Heart to Heart (2015) e Cheese in the Trap (2016) da tvN. A primeira leitura do roteiro foi lida pelo elenco em 12 de julho de 2017.

## Audiência
| Episódio # | Data de transmissão original | Audiência média     | Audiência média     | Audiência média |
| Episódio # | Data de transmissão original | AGB Nielsen Ratings | AGB Nielsen Ratings | TNmS            |
| Episódio # | Data de transmissão original | Em todo o país      | Seul                | Em todo o país  |
| --- | ---------------------------- | ------------------- | ------------------- | --------------- |
| 1 | 4 de setembro de 2017        | 2.500%              | 2.569%              | 3.0%            |
| 2 | 5 de setembro de 2017        | 2.869%              | 3.180%              | 2.4%            |
| 3 | 11 de setembro de 2017       | 2.588%              | 2.625%              | 2.6%            |
| 4 | 12 de setembro de 2017       | 2.411%              | 2.587%              | 2.9%            |
| 5 | 18 de setembro de 2017       | 2.602%              | 3.238%              | 2.3%            |
| 6 | 19 de setembro de 2017       | 3.068%              | 3.424%              | 2.6%            |
| 7 | 25 de setembro de 2017       | 2.786%              | 2.934%              | 2.8%            |
| 8 | 26 de setembro de 2017       | 2.761%              | 3.325%              | 2.5%            |
| Média | Média                        | 2.698%              | 2.985%              | 2.6%            |
| - Na tabela acima, os números em azul representam a menor audiência e os números vermelhos representam a maior audiência. - Esta série foi exibida em um canal a cabo/TV paga que normalmente tem uma audiência relativamente menor em comparação com a TV aberta/emissoras públicas (KBS, SBS, MBC e EBS). |                              |                     |                     |                 |